# Siti memoriali del genocidio del Ruanda
I siti memoriali del genocidio del Ruanda sono luoghi di memoria degli eventi e delle vittime legati al genocidio del Ruanda del 1994 diffusi in tutto il territorio del paese centrafricano.
Si contano più di 250 siti memoriali registrati del genocidio in Ruanda. Tuttavia solo quattro di questi sono stati iscritti nella lista dei patrimoni dell'umanità dell'UNESCO il 20 settembre 2023 durante la quarantacinquesima sessione del Comitato del patrimonio mondiale riunito a Riad.

## Localizzazione
Legenda:
- Memoriale iscritto del sito del patrimonio dell'umanità;
- Memoriale non iscritto nel patrimonio dell'umanità.

## Storia
A seguito del genocidio dei tutsi perpetrato nella primavera del 1994 in Ruanda si sta sviluppando una nuova cultura, che ricorda il modo in cui anche gli ebrei scoprirono il "dovere della memoria". Si sta cercando di sensibilizzare la popolazione sull'orrore dei crimini che sono stati commessi: tutti sanno, tutti hanno visto, molti hanno partecipato.
Sembra che la maggioranza silenziosa sia in qualche modo soggetta alle manifestazioni della memoria del genocidio, molto presenti e frequenti nella società ruandese. Le parole Tutsi, Hutu e Twa sono diventate tabù: si evita di usarle, anche nelle cerimonie commemorative. Nel dicembre 2004 furono sepolte 640 vittime riesumate da una fossa comune a Nyundo vicino a Gisenyi. Durante le quasi quattro ore delle cerimonie religiose cattoliche e dei discorsi politici, la parola tutsi è stata pronunciata una sola volta. La grande chiesa era piena soprattutto di questa maggioranza silenziosa i cui leader partecipano anche all'animazione delle celebrazioni. Si tratta in un certo senso, al di là dei sentimenti religiosi, di un passaggio politico obbligato, due aspetti che in Ruanda sono ancora molto mescolati.
Questo tipo di cerimonia si svolge quasi settimanalmente in tutto il Paese da dieci anni. Di conseguenza sono stati eretti molti memoriali. Alcuni sono più famosi di altri: fondamentali sono le chiese di Nyamata e Ntarama, la scuola di Murambi, il memoriale di Gisozi a Kigali e quello di Bisesero vicino a Kibuye.

## Siti iscritti nel Patrimonio mondiale
Il sito seriale comprende 4 musei e memoriali.
| Id.      | Sito                                           | Luogo    | Superficie (ha) | Zona tampone (ha) | Coordinate             | Immagine |
| -------- | ---------------------------------------------- | -------- | --------------- | ----------------- | ---------------------- | -------- |
| 1586-001 | Memoriale del genocidio di Nyamata             | Nyamata  | 0,51            | 7,74              | 2.148944°S 30.093667°E |          |
| 1586-002 | Centro commemorativo del genocidio di Murambi  | Murambi  | 9,55            | 5,49              | 2.455528°S 29.567722°E |          |
| 1586-003 | Memoriale del genocidio di Kigali              | Gisozi   | 7,95            | 16,99             | 1.930667°S 30.060639°E |          |
| 1586-004 | Centro commemorativo del genocidio di Bisesero | Gishyita | 6,64            | 105,94            | 2.193194°S 29.341528°E |          |

## Altri siti memoriali non iscritti nel Patrimonio mondiale
In totale sono sei i memoriali nazionali in Ruanda che commemorano il genocidio ruandese; oltre ai quattro iscritti come patrimoni dell'umanità, gli altri due sono il Memoriale del genocidio di Ntarama e il Memoriale di Nyarubuye. Inoltre altri 250 luoghi commemorativi sono stati registrati come memoriali del genocidio in Ruanda.